# Перцик, Евгений Наумович
Евге́ний Нау́мович Пе́рцик (20 января 1931, Москва — 15 мая 2020, Москва) — советский и российский экономико-географ, урбанист. Доктор географических наук (1974), профессор (1982). Академик Российской академии архитектуры и строительных наук (2009), вице-президент Академии урбанизма. Член РГО (с 1953), Международного союза экономистов (с 1995), член Учёных советов по защитам докторских диссертаций при МГУ и ИГРАН. Эксперт Госплана СССР и Минэкономразвития России. Профессор кафедры экономической и социальной географии России МГУ.

## Биография
Евгений Наумович Перцик родился 20 января 1931 года в Москве в семье служащих. Брат юриста Вадима Аркадьевича Пертцика.
- В 1938—1948 — обучение в средней школе № 518 г. Москвы.
- В 1948—1953 — обучение на кафедре экономической географии СССР Географический факультет МГУ МГУ им. М. В. Ломоносова, (диплом с отличием).
- В 1953−1975 — работа в Государственном институте проектирования городов (ГИПРОГОР), сначала инженером, затем руководителем группы и главным специалистом.
- С 1957 — читал лекции на кафедре экономической географии СССР МГУ.
- В 1965 — защита кандидатской диссертации на тему «Формирование промышленных узлов Кузбасса».
- В 1974 — защита докторской диссертации «Географические проблемы районной планировки в СССР».
- В 1975 — переход на постоянную работу на кафедру экономической географии СССР МГУ.
- В 1977—1991 — председатель научно-технического совета Минвуза СССР.
- В 1981—1991 — ответственный секретарь постоянно действующего семинара университетских географов стран членов СЭВ.
- В 1982—2020 — профессор кафедры экономической географии СССР МГУ.
- 1995 член-корреспондент Российской академии архитектуры и строительных наук
- 2009 избран академиком Российской академии архитектуры и строительных наук

Умер 15 мая 2020 года.

## Вклад в науку
Е. Н. Перцик — учёный с мировым именем, один из основоположников районной планировки и геоурбанистики в СССР и России, практик, более 20 лет занимавшийся решением проблем урбанизации, регионального развития и геополитическими аспектами территориального планирования в Государственном институте проектирования городов (ГИПРОГОР), преподаватель и наставник, воспитавший плеяду выдающихся отечественных ученых, эксперт высочайшего уровня.
Автор более 100 крупных градостроительных проектов по районам Сибири, Дальнего Востока, Кузбасса, Ангаро-Енисейского комплекса, зоны влияния БАМ, Центральной России, Поволжья, Северного Кавказа, генпланов многих городов, принимал методическое участие в проектах по Ирану, Болгарии, Грузии.
Эксперт генеральных схем расселения на территории СССР и РФ.
Подготовил 30 кандидатов наук, консультировал докторантов, оппонировал при защите 50 диссертаций (из них 9 на степень доктора архитектуры), руководил работой иностранных стажеров и аспирантов из США, Франции, Канады, Германии, Польши, Чехии, Болгарии, Ирана. Читал лекции в университетах США, Германии, Польши, Чехии, Словакии, Венгрии, Болгарии, Кубы.
В течение многих лет возглавлял Учёный совет по градостроительству РААСН, член ученых советов по защите докторских диссертаций при МГУ и Институте географии РАН, член Международного союза экономистов, Русского географического общества, ряда проблемных и координационных советов.
Автор более 200 научных работ, в том числе 19 книг (учебников и монографий), изданных на русском, английском, испанском, немецком, финском языках. Основные из них: «Районная планировка. Территориальное планирование», «Геоурбанистика», «Города мира: география мировой урбанизации», «Среда человека: предвидимое будущее», «Города Сибири: проблемы, опыт, поиск решений», «Урбанизация Сибири».
Монография «Города мира: география мировой урбанизации» награждена Большой медалью РААСН, учебник «Районная планировка. Территориальное планирование» удостоен диплома РААСН как лучшее учебное издание.
Труды Е. Н. Перцика широко известны как в нашей стране так и за рубежом. Его ученики и последователи работают во многих университетах Научных и проектных учреждениях России и за ее пределами
В МГУ учёный читал курсы «Геоурбанистика», «Районная планировка», «Теория и история географической науки», «История географической мысли».

## Награды и звания
- Награждён Большой медалью РААСН (2002) за книгу «Города мира. География мировой урбанизации» (1999).
- Заслуженный деятель науки Российской Федерации (1996).
- Заслуженный профессор МГУ (2002).

## Научные труды

### Книги
Автор 150 научных работ, в том числе 15 книг на русском, испанском, финском, немецком, английском языках.
- К. И. Арсеньев и его работы по районированию России. — М.: Географгиз, 1960. − 121 с.
- Районная планировка. Географические аспекты. — М.: Мысль, 1973. − 271 с.
- Город в Сибири. Проблемы, опыт, поиск решений. — М.: Мысль, 1980. − 286 с.
- Среда человека: предвидимое будущее. — М.: Мысль, 1990. − 367 с.
- Геоурбанистика (география городов). — М.: Высшая школа, 1991. − 320 с.
- Города мира. География мировой урбанизации. — М.: Международные отношения, 1999. − 384 с.
- Районная планировка и разработка систем расселения. Опыт и перспективы. — М.: Международные отношения, 2000. − 136 с.
- Ю. Г. Саушкин / Серия «Люди науки» — Смоленск: Ойкумена, 2001. − 104 с.
- Районная планировка (территориальное планирование). Учеб. пособ. — М: Гардарики, 2006. − 398 с.
- Геоурбанистика. Учебник. — М.: Академия, 2009. — 435 с.

### Некоторые статьи
- География и искусство // Экономическая и социальная география на пороге XXI века. — М.-Смоленск: Изд-во СГУ, 1997. С. 109—125.
- Агломерации второго порядка в Московском столичном регионе: развитие, границы, взаимосвязи // Вопросы географии. — Вып. 131. — М., 1988.
- Демографический потенциал Москвы // Вестн. Моск. ун-та. Сер. 5. Геогр. 1998. № 6. С. 51-55.
- Николай Николаевич Баранский // Экономическая и социальная география России в Московском университете на рубеже веков. — М.-Смоленск: Ойкумена, 1999. С. 54-66.
- Оценка потенциала развития городов России // Вестн. Моск. ун-та. Сер. 5. Геогр. 2000. № 1. С. 12-17
- Мой путь в науке и проектировании // Проблемы урбанизации и развития городов. — Смоленск: Ойкумена, 2002. С. 241—302.
- Урбанистическая революция // География, общество, окружающая среда. Т. V. География социально-экономического развития Ч. 3. Трансформация социально-экономического пространства России. 3.3. Трансформация социально-экономических пространств России в XX веке. Под ред. А. И. Алексеева и Н. С. Мироненко. — М.: ИД «Городец», 2004. С. 570—579.
- Оглядываясь на век минувший и глядя в будущее (75 лет кафедре экономической и социальной географии России) // Вестн. Моск ун-та. Сер. 5. Геогр. 2004. № 6. С. 79-80.
- Свет и тени российской урбанизации в XX в.: опыт, проблемы, поиск решений // Известия РАН. Сер.географич. 2005. № 3. С. 5-10.
- Геоурбанистика // Большая российская энциклопедия. Т. 6. — М.: Изд-во БРЭ, 2006. С. 643.
- Проблемы развития городских агломераций Архивная копия от 2 июня 2019 на Wayback Machine // Academia. Архитектура и строительство. 2009. № 2. С 63-69.
- Стратегия и практика район-ной планировки: вызовы времени // География мирового развития. Вып. 1. Сб. научн. тр. — М., 2009. С. 471—486.